# Sigvid
Sigvid är ett fornnordiskt mansnamn bildat av ord med betydelserna "seger" och "träd". Sigvid förekommer även på runstenar, till exempel Sö171: "Ingefast lät hugga stenen efter Sigvid, sin fader. Han föll i Holmgård. Skeppshövdingen, med sina sjökrigare."
Sigvid var ett vanligt förnamn inom den svenska släkten Ribbing under 1200- och 1300-talen. Under 1400-talet förändrades namnet till Seved. Den norska formen är Sigve.
Namnsdag: Sigvid fanns med som namnsdag i almanackan 1986–1993 den 22 oktober tillsammans med Seved och Ursula.
I Sverige fanns det den 31 december 2014 fyra manliga personer med Sigvid som förnamn, varav två personer hade det som tilltalsnamn.